# 彼得那-科林兹罗斯
彼得那-科林兹罗斯（希臘語：Πύδνα-Κολινδρός）是希腊中马其顿大区皮埃里亚专区的市镇，行政中心为艾伊尼翁镇。市镇面积为339.53平方公里，2021年人口数量为12,537人。
此市镇设立于2011年地方政府改革中，由原4个市镇合并而成，原市镇则成为此市镇的4个市区：
- 艾伊尼翁（英语：Aiginio）
- 科林兹罗斯（英语：Kolindros）
- 迈索尼（英语：Methoni, Pieria）
- 彼得那（英语：Pydna）